# Максимов, Иван Васильевич
Иван Васильевич Максимов (05.01.1922, Иркутская область — 30.09.1984, Иркутская область) — помощник командира взвода 23-й отдельной гвардейской разведывательной роты, гвардии сержант — на момент представления к награждению орденом Славы 1-й степени.

## Биография
Родился 5 января 1922 года поселке Крюково Зиминского района Иркутской области. Жил в городе Зима. Окончил 7 классов, затем в 1940 году окончил транспортную школу фабрично-заводского ученичества, получил специальность слесаря по ремонту вагонов. Работал слесарем, затем мастером по ремонту вагонов на станции Улан-Удэ.
В марте 1942 года был призван в Красную Армии. На фронте в Великую Отечественную войну с июня 1942 года. Боевой путь начал бронебойщиком в составе 82-й стрелковой дивизии, с осени того же года воевал уже в разведке 27-й гвардейской стрелковой дивизии. Участвовал в освобождении Украины, форсировании Днепра. К лету 1944 года был награждён медалью «За отвагу», орденом Красной Звезды, стал командиром отделения 23-й отдельной гвардейской разведывательной роты.
3 августа 1944 года в районе населенного пункта Остроленко гвардии младший сержант Максимов с группой разведчиков выбил из траншей противника и захватил населенный пункт. В этом бою Максимов лично уничтожил около 10 вражеских солдат.
Приказом командира 27-й гвардейской стрелковой дивизии от 19 сентября 1944 года гвардии младший сержант Максимов Иван Васильевич награждён орденом Славы 3-й степени.
1 февраля 1945 года в районе города Познань дом, где находился НП дивизии, был окружен группой автоматчиков. Разведчики взвода в количестве 12 воинов под командой Максимова отбили атаку противников. В этом бою он был ранен, но поля боя не покинул, лично уничтожив 13 пехотинцев. 2 февраля проник в тыл врага, захватил 2-х «языков» и доставил их командованию.
Приказом по войскам 8-й гвардейской армии от 17 марта 1945 года гвардии сержант Максимов Иван Васильевич награждён орденом Славы 2-й степени.
17 апреля 1945 года в районе населенного пункта Зелов на подступах к городу Берлин гвардии сержант Максимов в составе группы разведчиков установил передний край противника. Участвовал в отражении нескольких контратак на позиции стрелкового батальона. В бою лично ликвидировал свыше 14 противников, своими действиями способствовал удержанию позиций.
Указом Президиума Верховного Совета СССР от 15 мая 1946 года за образцовое выполнение заданий командования в боях с захватчиками гвардии сержант Максимов Иван Васильевич награждён орденом Славы 1-й степени. Стал полным кавалером ордена Славы.
В марте 1947 года был демобилизован. Жил в городе Нижнеудинск Иркутской области, работал на станции по своей довоенной специальности — вагонным мастером в депо. Скончался 30 сентября 1984 года.
Награждён орденами Красной Звезды, Славы 3-х степеней, медалями.